# Tananas (peuple)
Ne doit pas être confondu avec Tanainas.
Les Tananas ou Tananas athapascans constituent un peuple autochtone d'Amérique du Nord, originaire précisément de l'Alaska et du Yukon. Ils font partie du groupe ethnolinguistique de langue athapascane et sont les premiers habitants du bassin versant de la rivière Tanana (en tanana : Tth'itu, « eau droite » ; en koyukon : Tene No, « eau du sentier »), situé au centre-est de l'Alaska intérieur et moindrement au Yukon. Les Tananas sont appelés Ten Hʉt'ænæ (« gens du sentier ») en tanana et en koyukon et Tanan Gwich'in (« gens de la rivière Tanana ») en gwich'in.
La majorité des Tananas vit en Alaska, bien qu'un nombre non négligeable fait partie de la Première nation de White River près de Beaver Creek, au Yukon. En Alaska, il existe trois ou quatre, populations parlant une langue tanana, soit le tanana proprement dit ou bas tanana ou moyen tanana (Kokht'ana), le tanacross (Koxt'een) et le haut tanana (Kohtʼiin).
La culture tanana est une culture de chasseurs-cueilleurs reposant sur un système matrilinéaire. Les Tananas étaient semi-nomades et vivaient dans des habitations semi-permanentes dans les basses-terres de la vallée de Tanana. L'utilisation athapascane traditionnelle des terres comprend la chasse à l'orignal, au caribou, au mouflon de Dall et aux petits animaux terrestres, ainsi que le piégeage. Les Tananas n'avaient aucune organisation tribale formelle. Ils étaient strictement territoriaux et utilisaient des pratiques de chasse et de cueillette combinées à un mode de vie semi-nomade et à des modes d'habitation dispersés. Chaque petite bande de 20 à 40 personnes avait normalement un camp d'hiver central avec plusieurs camps saisonniers de chasse et de pêche, et ils se déplaçaient de manière cyclique, selon la saison et la disponibilité des ressources,,,,.
Les voisins des Tananas sont d'autres peuples de langue athapascane, comme les Koyukons (au nord et nord-ouest), les Gwich'in (au nord et nord-est), les Häns (au nord-est), les Dena'ina (une petite partie au sud-ouest) et les Ahtnas (au sud) et les Tutchones du Nord et du Sud (à l'est).

## Territoire et bandes

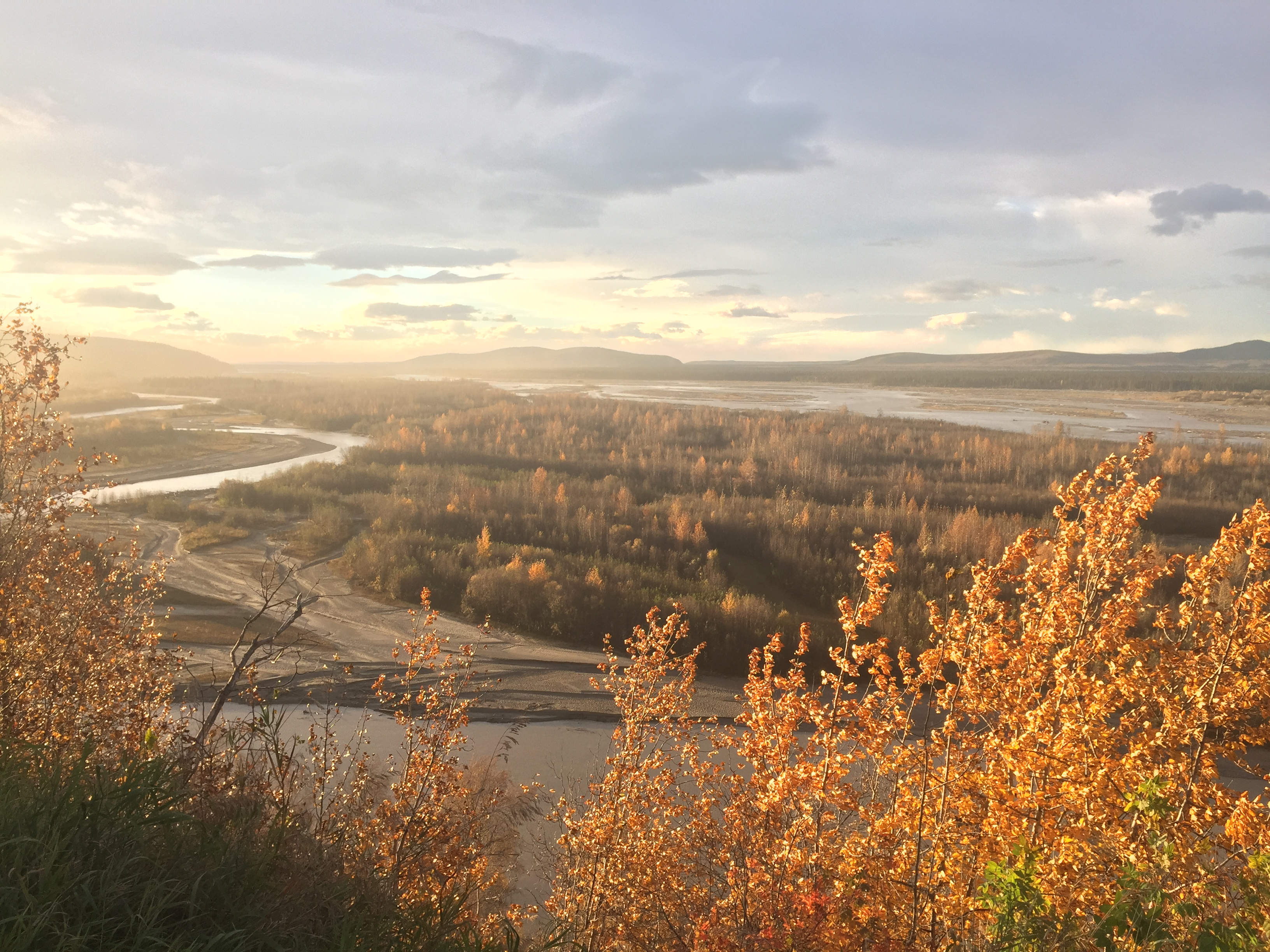
La rivière Tanana.

Le territoire du peuple tanana peut généralement être divisé en quatre sections : 
1. les hautes-terres Tanana du Yukon se déversant dans la rivière Tanana ;
2. les basses-terres de Northway-Tanacross ;
3. la chaîne de l'est de l'Alaska se déversant dans la rivière Tanana ;
4. les contreforts du nord[10].

La rivière Goodpaster (un affluent de la rivière Tanana de 146 km) constitue une frontière naturelle dans la répartition géolinguistique des locuteurs des langues tanana, séparant les locuteurs du tanacross et du haut tanana en amont, des locuteurs du tanana (bas et moyen) vivant plus loin en aval,.
À la fin du XIXe siècle, douze bandes régionales vivaient dans le territoire ancestral tanana : six bandes en aval (quatre bas tanana et deux tanana moyen) et six bandes en amont (deux tanacross et quatre haut tanana).

### Parenté

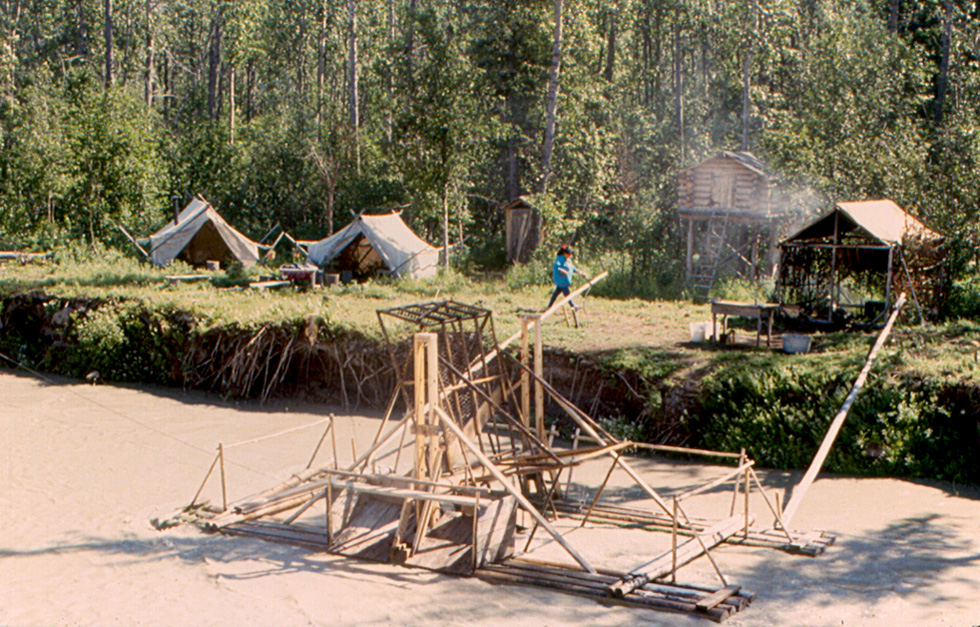
Roue à poissons dans la rivière Tanana (Tthʼituʼ) et camp de pêche de Bas-Tanana (1997).

Les Tananas ont un système de parenté matrilinéaire. Ils reconnaissaient aussi de façon vague l'appartenance à un groupe bilatéral plus large appelé « bande régionale » (ou « groupe dialectal »), mais l'unité sociale la plus importante demeure la « bande locale » (ou « groupe familial » ou « unités familiales/de chasse »). En hiver, la bande régionale peut se diviser en unités plus petites, appelées bandes locales, chacune composée peut-être de quatre familles nucléaires. La bande régionale peut se réunir à nouveau au milieu de l'hiver pour une cérémonie de rassemblement appelée potlatch, puis se séparer à nouveau pour le piégeage du castor et du rat musqué.
La parenté tanana s'établit selon un système clanique matrilinéaire et fait place notamment au mariage entre cousins croisés. Les individus de la société tanana sont nés dans le clan de leur mère. Leur société était et est toujours composée de huit ou neuf clans matrilinéaires qui sont organisés en moitiés exogames nommées Raven (ou Crow) et Sea Gull (ou Wolf). Le mariage était censé avoir lieu entre un homme et une femme du clan opposé.

## Histoire
L'anthropologue Ernest S. Burch définit en 1980, un schéma en quatre périodes reflétant les principaux événements historiques et leur impact sur les autochtones d'Alaska (Inuits et peuples athapascans) : 
1. la première période historique (1816-1838) est le premier contact avec les indigènes peut être compté à partir de l'expédition côtière exploratoire de James Cook en 1778 ;
2. la période de fragmentation (1838-1897) voit une profonde perturbation et un changement des modes de subsistance et d'établissement traditionnels des autochtones ;
3. la période coloniale (1898-1960) est marquée par l'afflux brutal d'un grand nombre de peuples allochtones à l'époque de la ruée vers l'or ;
4. la période des revendications autochtones (1960-1977) est antérieure et postérieure à la Loi sur l'entente des revendications autochtones de l'Alaska.

Les commerçants de fourrures russes et les promyshlenniki, présents en Amérique pour le commerce des fourrures et le commerce maritime des fourrures, lors de la période de l'Amérique russe (1733-1867), commencent à s'installer dans l'Alaska intérieur à partir des années 1810, établissant un poste de traite à Nulato en bordure du fleuve Yukon (en territoire koyukon) et un à Taral en bordure de la rivière Copper (en territoire ahtna),. Des commerçants britanniques fondent Fort Yukon (en territoire gwich'in) en 1847. Les marchandises commerciales de ces postes peuvent être fournies aux Tananas par le biais de réseaux commerciaux intra-autochtones. Les contacts directs entre les Tananas et les commerçants allochtones se sont intensifiés après les années 1860. Avec l'achat de l'Alaska par les États-Unis en 1867, le contrôle des postes de traite et de la traite des fourrures est passé aux Américains. Au cours des années 1880, les commerçants américains établissent plusieurs postes supplémentaires sur le fleuve Yukon et la rivière Tanana, notamment à Nuklukayet (Tanana) (en territoire koyukon), Belle Isle (Eagle) (en territoire hän) et Fort Yukon.
Le Nucha'la'woy'ya (« où les deux rivières se rencontrent ») ou Noochuloghoyet (« la pointe de la péninsule de la grande rivière ») ou encore Nukluroyit, Nuclavyette, Nukluklayet, Nukiukahyet, Nuklukait, Nuklaciyat, Nuklukyat, Noukelakayet et Tuklukyet (aujourd'hui Tanana) constituait une colonie commerciale traditionnelle pour les Koyukons et les Tananas, bien avant le contact européen.
Le début des contacts euro-américains en Alaska intérieur au début du XIXe siècle, notamment le commerce et les afflux de nouvelles populations changent la vie dans la région. Les modèles d'utilisation des terres selon les traditions autochtones évoluent vers des activités basées sur les systèmes économiques et politiques euro-américains. Au fur et à mesure que les commerçants, mineurs, missionnaires et explorateurs euro-américains s'installent dans la vallée de Tanana, les modes de vie traditionnels des groupes athapascans locaux sont perturbés, principalement quant à la subsistance et aux modes d'établissement. De même, l'arrivée des missionnaires influence profondément l'organisation sociale des autochtones, elle contribue entre autres à une érosion des connaissances écologiques traditionnelles et d'autres pratiques traditionnelles,. Après l'achat de l'Alaska en 1867, la plupart des Koyukons sont convertis au catholicisme ou au protestantisme, et en 1900, pratiquement tous les athapascans de l'Alaska sont chrétiens, au moins de nom sinon entièrement par la pratique. En 1920, une épidémie de grippe touche un quart de la population bas tanana de Nenana (Toghotili).

## Culture

### Religion

#### Animisme et chamanisme
Les Tananas et autres athapascans de l'Alaska pratiquaient traditionnellement l'animisme et le chamanisme.
Le fait que toutes les créatures, et certains objets inanimés, ont des esprits qui sont des composants actifs et puissants de ces créatures ou objets constitue un point commun dans les systèmes de croyance animiste des peuples athapascans d'Alaska. Les esprits permettaient à un animal d'en savoir plus que ce qui lui était immédiatement apparent. Ainsi, si les êtres humains faisaient quelque chose qui déplaisait à l'esprit de l'animal, l'animal lui-même resterait à l'écart des gens, et les gens risquaient de mourir de faim. Il y avait des règles très précises que les gens devaient suivre dans leurs relations avec les animaux, basées sur cette croyance de l'esprit dans l'animal.
Le chaman, aussi nommé homme-médecine ou femme-médecine (en tanacross : deshen ; en haut tanana : dishin) était la figure centrale de la vie religieuse athapascane. Le chaman constituait le lien entre les esprits et le peuple. Les pratiques magiques et spirituelles étaient constituées de présages, de charmes, d'amulettes, de chansons, de tabous et de croyances sur le surnaturel. Les esprits des animaux, composante essentielle de la vie spirituelle tanana, influençaient les activités des vivants et guidaient les morts vers leur dernière demeure. Les chamans athapascans protégeaient les gens contre les effets des mauvais esprits, diagnostiquaient diverses maladies et restauraient la santé des personnes blessées par les mauvais esprits. Le chaman pouvait également rendre le précieux service de la scapulimancie, qui prédisait l'emplacement du gibier lorsque la chasse était difficile,. L'anthropologue Richard K. Nelson (qui a vécu pendant de longues périodes dans des villages athapascans de l'Alaska) rapporte que les traditions athapascanes enseignent que tout dans la nature est fondamentalement spirituel et doit être traité avec respect. Cela inclut non seulement d'éviter les déchets, mais aussi de suivre un code de moralité envers les plantes, les animaux et la terre elle-même. Par exemple, si un homme tanana devait tuer un loup, il ne devrait jamais le toucher jusqu'à ce qu'il s'excuse formellement et explique que sa famille en a besoin.

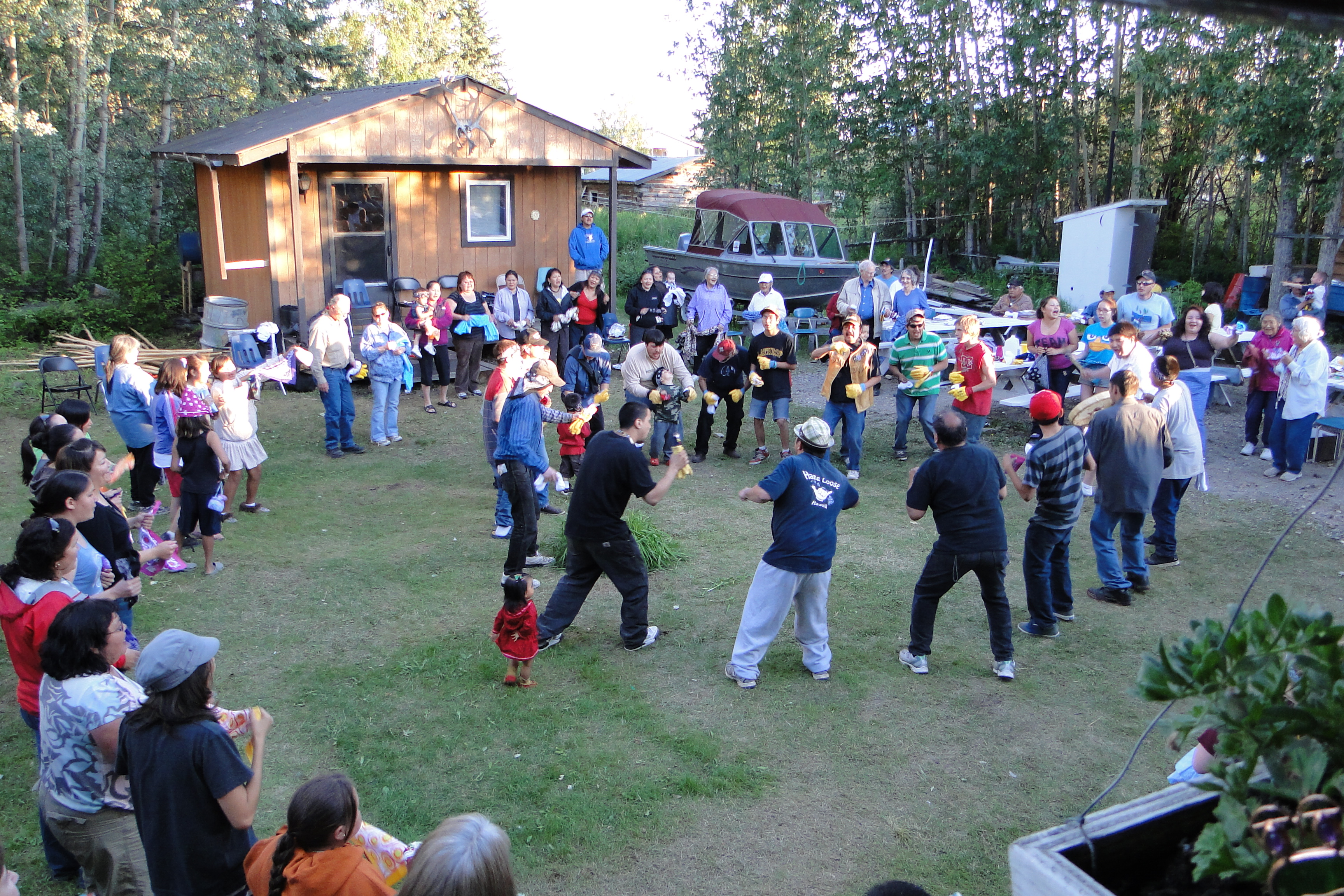
Un potlatch tanana moderne.

Les tabous (en tanacross : injih ; en haut tanana : įhjih) sont des interdits animistes qui visaient à prévenir le malheur ou la malchance. Bon nombre de ces tabous étaient associés à la chasse ou à un autre aspect du processus de cueillette de nourriture, soulignant ainsi l'importance de ces activités pour la survie du groupe. Les corbeaux, les grues, les carcajous, les renards, les loutres et les chiens ne doivent jamais être mangés. Les têtes de caribou, d'orignal et de mouflon de Dall ne peuvent pas être données aux chiens; le faire porterait malheur au chasseur. Ni les os ni les carcasses des animaux à fourrure ne peuvent être donnés aux chiens, mais doivent être mis en cache dans un endroit sûr. Si les chiens les attrapent, le chasseur ne prendra plus de fourrure,,. Les femmes en âge de procréer ne mangeaient pas d'ours (grizzly ou ours noir). Les jeunes garçons ne pouvaient pas manger de graisse d'autour d'œil d'un animal jusqu'à l'âge adulte. Aucun animal, à l'exception des chiens, ne peut être élevé comme animal de compagnie.

#### Christianisme
Les Athapascans ont pour la plupart été convertis au christianisme par les catholiques romains (pour les Koyukons), les orthodoxes russes (pour les Dena'ina, Ahtnas, Deg Hit'an, Holikachuk, et Haut-Kuskokwim) et les anglicans (pour les Gwich'in, Häns et Tananas). Les missionnaires chrétiens de l'Église épiscopale établissent des églises et des missions dans la région tanana au début des années 1900.

### Littérature
La région de la rivière Tanana a une riche tradition de narration. Les histoires anciennes sont connues dans de nombreuses langues athapascanes septentrionales sous plusieurs appellations différentes. Elles se déroulent à une époque mythique, lorsque les animaux et les humains pouvaient encore communiquer. Traditionnellement, les histoires étaient racontées les soirs d'hiver en groupe et visaient à éduquer les jeunes.

### Arts
L'art des Tananas est caractérisé notamment la confection de paniers en écorce de bouleau, le type de vannerie le plus courant fabriqué par les femmes athapascanes. Aujourd'hui, l'écorce de bouleau est principalement utilisée pour les paniers destinés à la vente et pour les porte-bébés en écorce.

### Cuisine
L'un des mets typiques de la cuisine tanana est la crème glacée athapascane Alaska Athabaskan (en tanana : nonathdlodi ; en tanacross : nanehdlaad), qui constitue un type de dessert composé de viande sèche mélangée à de la graisse d'orignal. Elle se distingue de la crème glacée des autochtones de la Colombie-Britannique. Une recette de crème glacée athapascane consistait en un filet mignon séché et pulvérisé mélangé à de la graisse d'orignal dans un récipient en écorce de bouleau jusqu'à ce que le mélange soit léger et mousseux.

## Transport

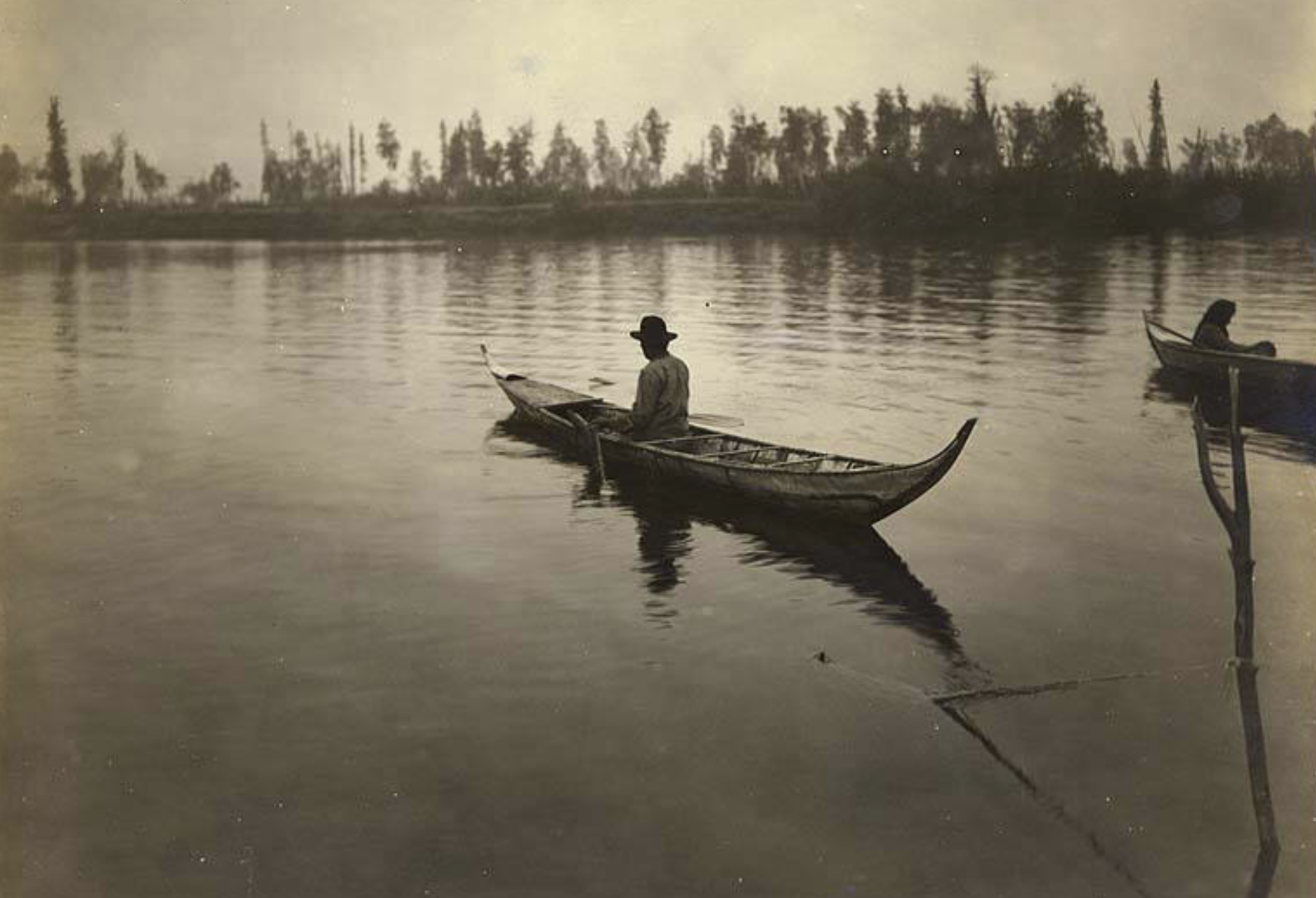
Homme tanana en canot (1914).

Historiquement, le transport des peuples athapascans de l'Alaska est majoritairement pédestre et également en raquettes à neige en écorce de bouleau, l'hiver. Les femmes athapascanes portent régulièrement leurs enfants à l'aide d'une ceinture pour bébé. Les chiens (en tanana : łiga ; en tanacross : łii) sont utilisés dans de nombreux villages athapascans, pour la chasse et comme bêtes de somme. Bien que les traîneaux à chiens (en tanana : xwtl ; en tanacross : xědl) constituent un moyen de transport répandu chez les peuples inuits (notamment les Yupiks et les Iñupiats), les commerçants de fourrures et explorateurs allochtones qui ont parcouru pour la première fois le fleuve Yukon et ses environs au milieu du 19e siècle ont observé que seuls quelques groupes athabascans, dont les Koyukons, les Deg Hit'an et les Holikachuks, utilisaient des chiens de cette manière. Ces deux peuples avaient probablement appris la technique de leurs voisins inuits. Les Gwich'in, Tananas, Ahtnas tiraient leurs traîneaux et toboggans à la main, utilisant des chiens uniquement pour la chasse et comme bêtes de somme. Des chiens ont parfois été utilisés pour conduire l'orignal dans la clôture et les collets. Les canots étaient également utilisés.